# بیرون تراموا
بیرونِ تراموا (انگلیسی: Off the Trolley) یک فیلم کمدی صامت کوتاه به کارگردانی آلفرد جی. گلدینگ است که در سال ۱۹۱۹ منتشر شد.

## بازیگران
- هارولد لوید
- اسناب پالرد
- ببه دنیلز
- سمی بروکس
- لو هاروی
- والاس هاو
- گاس لئونارد
- باد جیمیسون
- ماری موسکینی
- نوآ یانگ
- جیمز پروت
- فرد سی. نیومیر
- دوروثیا والبرت